# Кантон (Мічиган)
Кантон (англ. Canton) — місто в американському штаті Мічиган, окрузі Вейн.

## Демографія
За переписом 2000 року кількість жителів 76.366.
| Група                        | 2000.           | 2010.     |
| Білі американці              | 62.846 (82,3 %) | 0 (0,0 %) |
| Афроамериканці               | 3.466 (4,5 %)   | 0 (0,0 %) |
| Азіати                       | 6.664 (8,7 %)   | 0 (0,0 %) |
| Вихідці з латинської америки | 1.788 (2,3 %)   | 0 (0,0 %) |
| У загальній складності       | 76.366          | 0         |